# Paul Goetghebeur
Dr. Paul Goetghebeur ( 1952 - ), es un investigador, botánico, y profesor belga, desarrollando sus actividades académicas en la Unidad Laboratorio de Botánica Sistemática y de Fitosociología, en la Universidad de Gante.

## Algunas publicaciones
- 1974. Digitaria Haller (Poaceae) in de Flora Zambesiaca.
- sandra Dhooge, paul Goetghebeur. 2002. A New Andean Species and a New Combination in Oreobolopsis (Cyperaceae). Novon 12 ( 3): 338-342
- marc Reynders, sandra Dhooge, paul Goetghebeur. 2006. A New Central African Species, Cyperus vandervekenii (Cyperaceae), from the Sources of the Nile in Rwanda. Ed. Missouri Botanical Garden. Novon 16 ( 4): 512-515

### Libros
- 1989. Studies in Cyperaceae 8: a revision of Lipocarpha, including Hemicarpha and Rikliella. Volumen 81 y 89 de Wageningen Agricultural University papers. Ed. Agricultural University. 87 pp. ISBN 9067541567
- 1986. Genera Cyperacearum: een bijdrage tot de kennis van de morfologie, systematiek en fylogenese van den Cyperaceae-genera. Ed. Rijksuniversiteit Gent, Fakulteit van de Wetenschappen. 1.164 pp.

- La abreviatura «Goetgh.» se emplea para indicar a Paul Goetghebeur como autoridad en la descripción y clasificación científica de los vegetales.[1]